# 四所神社 (豊岡市)
四所神社（ししょじんじゃ）は兵庫県豊岡市にある神社。城崎温泉の外湯の一つ「御所の湯」の隣に鎮座する。

## 祭神
湯山主神（ゆやまぬしのかみ）を主祭神に、多岐里比売神（たきりひめのかみ）、田記津比売神（たきつひめのかみ）、市杵比売神（いちきひめのかみ）の宗像三女神を配し合わせて四所四神を祀る。いずれも温泉の守護神として崇められ、また宗像三女神は水の守護神でもある。

## 由緒
和銅元年（708年）に日生下権守という者が夢中に現れた4柱の神の神託に従って創建した。養老元年（717年）には当社に参拝した道智に神託があり、外湯「まんだら湯」を開湯したと伝わる。以来、城崎温泉の守護神として、道智開基の温泉寺を別当寺として崇敬を集めたが、明治の神仏判然令で明治3年（1870年）に同寺と分離し、同6年に村社に列した。 
本殿裏から名水「延命水」が湧出する。

## 祭事
- 城崎温泉祭り - 4月23日～4月24日　城崎温泉の開祖である道智上人の開山忌を祈念して行われる。
- 城崎温泉夢広場 - 7月23日～8月25日（お盆・土日祝日を除く20：00～21：00）神社の境内で、スーパーボールすくいなどの屋台やパフォーマンスショーなどのイベントが行われる。また、同期間中、21時から5分間、約200発の夢花火が打ち上げられる。（8月10日～8月16日を除く。）
- 城崎だんじり祭り（例祭） - 10月14日（宵宮）～10月15日（本宮）

## 社殿
現在の社殿は、大正14年（1925年）の北但馬地震で古記録と共に全壊、焼失したため、昭和3年（1928年）に再建されたもの。本殿は三間社流造、拝殿は入母屋造平屋建で共に県の有形文化財。昭和56年（1981年）に和田政春の設計、施工による改修が行われている。因みに旧本殿は寛延4年（1751年）の建立にかかる総欅造りの広壮なものであった。 

## 文化財

### 兵庫県指定
登録有形文化財建造物
- 本殿（平成18年（2006年）12月22日登録）
- 拝殿（同上）

### 豊岡市指定
文化財建造物
- 弁天山宝篋印塔「越中次郎兵衛の墓」1基 - 南北朝時代の応安2年（1369年）の建立（昭和50年3月1日指定）

天然記念物
- ヒメハルゼミの発生の地（平成2年5月18日指定）

## 交通
- 山陰本線 城崎温泉駅 徒歩15分